# Atriplex elachophylla
Atriplex elachophylla là loài thực vật có hoa thuộc họ Dền. Loài này được F.Muell. mô tả khoa học đầu tiên năm 1869.